# Давка на религиозном празднике в Индии (2024)
2 июля 2024 года давка во время индуистского религиозного мероприятия в районе Хатрас штата Уттар-Прадеш, Индия, привела к гибели не менее 120 человек, большинство из которых были женщинами и детьми, и госпитализации ещё не менее 150 человек. Инцидент произошёл во время сатсанга (встречи с гуру) в деревне Могол Гархи. По предварительным данным, на мероприятии, на котором было разрешено участие не более 5 000 человек, собралось более 15 000 человек. По другим сведениям, разрешение было получено на участие 80 000 человек, однако на сатсанг собралось более 250 000 участников.

## Обстоятельства трагедии
Катастрофа произошла, когда участники расходились после завершения сатсанга, который проводился в поле возле деревни Могол Гархи. Сатсанг организовал местный гуру, известный как Нараян Сакар Хари или Бхоле Баба. Настоящее имя гуру — Сурадж Пал, он бывший констебль полиции штата Уттар-Прадеш, имеющий большое количество сторонников среди далитов.
Чиновники утверждают, что инцидент произошёл из-за паники, вызванной жарой, теснотой и сильной пылевой бурей. Согласно репортажу новостей, проход, по которому можно было выйти с мероприятия, был перекрыт охраной. Считается, что некоторые из пострадавших во время суеты упали в придорожную канаву. Согласно сообщениям, давка началась, когда люди толкали друг друга, чтобы увидеть Бхоле Бабу, а другие пытались собрать землю вокруг его ног. Другие отчёты свидетельствуют о том, что присутствовавшие были заблокированы, чтобы Бхоле Баба и его группа смогли выйти первыми. Офицер полиции, среагировавший на сообщение о трагедии, также скончался от сердечного приступа, вызванного стрессом после столкновения с телами нескольких жертв, доставленных в больницу.
Президент Драупади Мурма и премьер-министр Нарендра Моди выразили соболезнования в связи с катастрофой.